# Conus miruchae
Conus miruchae is een in zee levende slakkensoort uit het geslacht Conus. De slak behoort tot de familie Conidae. Conus miruchae werd in 1980 beschreven door Röckel in Rolán & Monteiro. Net zoals alle soorten binnen het geslacht Conus zijn deze slakken roofzuchtig en giftig. Zij bezitten een harpoenachtige structuur waarmee ze hun prooi kunnen steken en verlammen.